# Frente Islámico Árabe del Azawad
El Frente Islámico Árabe del Azawad (FIAA) era un grupo de rebeldes del norte de Malí, fundado por Zahabi Ould Sidi Mohamed. Fue el único movimiento de resistencia tuareg reconocido por Mauritania. El FIAA fue el único movimiento en la época en reivindicar abiertamente su pertenencia al islam. Reagrupa así a sus combatientes basándose en su religión más allá de su pertenencia tribal.

## Historia
El FIAA tenía su base en el norte de Malí donde cohabitan numerosas comunidades árabes y mauras. Los combatientes del FIAA fueron reclutados en torno a la ciudad de Tin Adema, en la frontera con Argelia y recibieron una importante influencia de los países vecinos como Argelia y Mauritania donde logran legitimidad y apoyo. De hecho en Mauritania es el único movimiento de resistencia tuareg reconocido por Mauritania. También tienen bases en Argelia donde tuvieron apoyo del Frente de Salvación Islámico (FIS).
Es también uno de los pocos grupos de la rebelión tuareg que no estaba compuesto únicamente por tuareg sino también por combatientes moros para los cuales los problemas de marginación eran similares a los de los tuaregs.
El 6 de enero de 1991, el MPLA y el FIAA firmaron los Acuerdos de Tamanrasset respaldados por Argelia con el gobierno de Malí. Sin embargo, el acuerdo no logró evitar más conflictos. En diciembre de 1991, el FIAA se unió a los Movimientos y Frentes unificados de Azawad (MFUA) que luego firmarían el tratado de paz del Pacto Nacional. Con bases en el sur de Argelia, el movimiento fue apoyado por Mauritania y el .
A partir de 1994 se plantean divergencias de opinión en el seno del movimiento. Una parte es partidaria de avanzar en la negociación con el gobierno mientras otra más radical y de inspiración islamista se opone a las negociaciones.  
En 1996 se adhiere a las ceremonia "Flammes de la Paix" en la cual los movimientos anuncian su disolución en Tombuctú.